# 太田市立南中学校
太田市立南中学校（おおたしりつ みなみちゅうがっこう）は、群馬県太田市にある公立中学校。

## 所在地
- 群馬県太田市高林北町955番地1

## 学区
- 西矢島町の一部(市道東毛幹線以南)[1]
- 福沢町
- 富沢町
- 牛沢町
- 牛沢団地
- 高林北町
- 高林東町
- 高林寿町
- 末広町
- 古戸町
- 岩瀬川町
- 下浜田町
- 細谷町
- 米沢町
- 高林南町
- 高林西町
- 南矢島町

## 学校周辺
- 太田市立沢野中央小学校
- 群馬県立がんセンター
- 冠稲荷神社

## 著名な卒業生
- 清水美子 - ピアニスト